# Socotrella dolichocnema
Socotrella dolichocnema là một loài thực vật thuộc chi đơn loài Socotrella, Asclepiadaceae.